# Raïon de Teplyk
Le raïon de Teplyk (ukrainien : Теплицький район) est une subdivision administrative de l'oblast de Vinnytsia, dans l'Ouest de l'Ukraine. Son centre administratif est la ville de Teplyk.